# 春江町

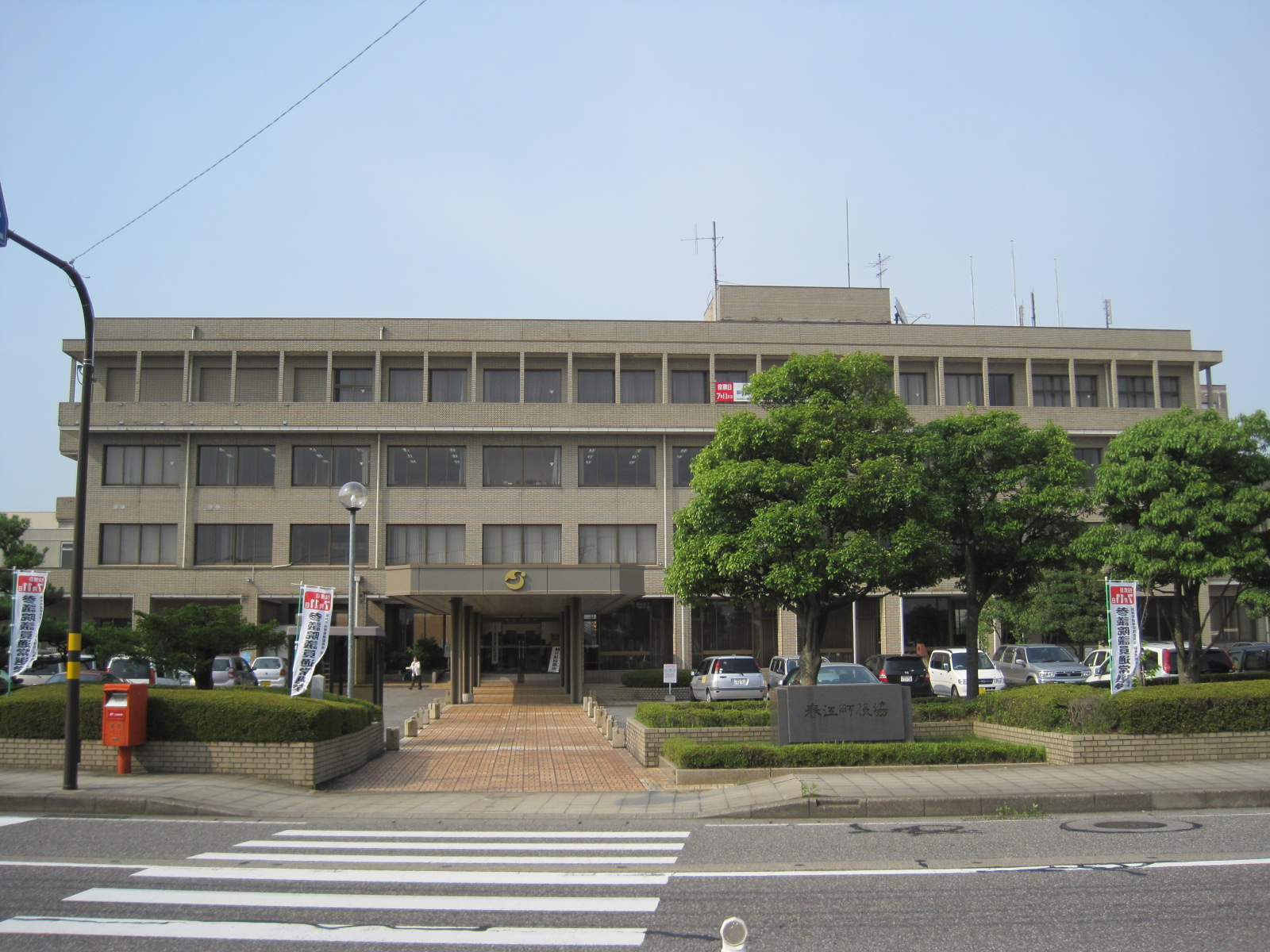
旧春江町役場
（現在は坂井市役所春江総合支所）

春江町（はるえちょう）は、かつて福井県坂井郡にあった町。2006年（平成18年）3月20日、坂井郡内3町との合併により坂井市となった。
福井県北部にあり、福井平野の中央に位置していた。古くから稲作と繊維工業が盛んだった。近年には宅地造成が進んで福井市のベッドタウンとなり、人口増加率は福井県有数だった。2005年（平成17年）国勢調査による平均年齢は41.7歳であり、福井県の自治体ではもっとも若かった。

## 地理
福井平野に位置しているため全域が平地であり、山岳は存在しなかった。

### 地形
- 河川 - 九頭竜川

### 隣接していた市町村
- 福井市
- 坂井郡 丸岡町・坂井町

## 歴史
- 1889年（明治22年）4月1日 - 町村制施行により、坂井郡境村・為国村・沖布目村・大針村・江留上村・江留下村・随応寺村・江留中村・藤鷲塚村・千歩寺村・中庄村・本堂村・西太郎丸村・東太郎丸村・針原村・田端村・高江村・松木村・金剛寺村・安沢村の区域をもって春江村が発足。
- 1942年（昭和17年）4月3日 - 町制施行して春江町となる。
- 1955年（昭和30年）
  - 3月30日 - 磯部村の一部（大字中筋・定重および、それぞれ出垣内の区域を除く大字正蓮花・寄安）を編入。
  - 3月31日 - 大石村と合併し、改めて春江町が発足。
- 1964年（昭和39年）5月1日 - 坂井町と境界変更。
- 1967年（昭和42年）8月1日 - 丸岡町と境界変更。
- 2006年（平成18年）3月20日 - 坂井町・丸岡町・三国町と合併して坂井市が発足。同日春江町廃止。

## 行政

### 歴代町長
- 合併時の町長 渡辺一成（2005年5月～2006年3月）

### 姉妹都市・提携都市
- 春サミット - 「春」の付く全国5町が賛同し各町のイベントに参加
  - 三春町（福島県 田村郡）
  - 春野町（静岡県 周智郡、現・浜松市 天竜区）
  - 西春町（愛知県 西春日井郡、現・北名古屋市）
  - 春野町（高知県 吾川郡、現・高知市）

## 経済
総面積のほぼ半分が水田であり、稲作が盛んだった。幹線道路沿いには郊外型商業施設が建ち並んでいた。

### 産業人口
2005年国勢調査
- 第1次産業 0502人
- 第2次産業 5211人
- 第3次産業 7172人

## 交通

### 空港
- 福井空港（定期便なし）

### 鉄道路線
中心となる駅 : 春江駅
JR西日本
北陸本線(現:ハピラインふくい線)：春江駅
えちぜん鉄道
三国芦原線：太郎丸駅 - 西春江駅 - 西長田駅

### バス路線
京福バス
福井駅から町内への路線、町内を通り丸岡町、および坂井町の西端部を経て三国町へ向かう路線を運行

### 道路
高速道路
町内のインターチェンジ：なし（最寄のインターチェンジは北陸自動車道丸岡インターチェンジ）
一般国道
なし
都道府県道
福井県道・石川県道5号福井加賀線
福井県道10号丸岡川西線
福井県道20号三国春江線
福井県道29号福井金津線
福井県道30号福井丸岡線
福井県道102号春江川西線
福井県道103号福井三国線
福井県道108号春江丸岡線
福井県道160号板倉高江線
福井県道163号高江針原線
福井県道234号福井空港線

## 教育

### 小学校
坂井市発足後には坂井市立春江東小学校が開校している。
- 春江町立春江小学校
- 春江町立春江西小学校
- 春江町立大石小学校

### 中学校
- 春江町立春江中学校

### 高等学校
- 福井県立春江工業高等学校

## 娯楽
- 春江劇場 - 映画館

## 出身有名人
- 市田佳寿浩 - 競輪選手
- 小鶴乃哩子 - 脚本家、作家
- カズ - YouTuber
- 高橋愛 - 歌手・元モーニング娘。
- 清水康彦 - 映像作家
- 橋本千紘 - プロレスラー
- ami〜gas - 女性アイドルグループ
- 菴　連也-アートデザイナー

## ゆかりのある人物
- 野坂昭如 - 小説家（疎開先）